# Omnifinance
 (novembre 2023).
Si vous disposez d'ouvrages ou d'articles de référence ou si vous connaissez des sites web de qualité traitant du thème abordé ici, merci de compléter l'article en donnant les références utiles à sa vérifiabilité et en les liant à la section « Notes et références ».
Omnifinance SA est une banque ivoirienne créée en 1996 à Abidjan par de privées ivoiriens. En 2005 son capital était de 3 000 millions F CFA. Jacob Amemùatekpo est le président d'Ominifiance depuis [Quand ?].